# Gustave Charpentier
Gustave Charpentier (1860-1956) là nhà soạn nhạc người Pháp.

## Cuộc đời và sự nghiệp
Gustave Charpentier là học trò của Jules Massenet tại Nhạc viện Paris. Trong các năm 1887-1890, Charpentier ở Ý sau khi giành giải nhất trong cuộc thi Giải thưởng Rome. Ông gặt thành công lớn với vở opera Louise, tác phẩm ông viết vào khoảng thời gian 1889-1896, trình diễn tại Paris năm 1900, sau đó được dàn dựng và trình diễn trên khắp thế giới. Charpentier còn sáng lập Nhạc viện bình dân, nơi mà những cô gái như nhân vật Louise trong vở opera trên có thể học âm nhạc và múa. Từ năm 1912, Charpentier trở thành viện sĩ Viện Pháp quốc.

## Các sáng tác
Gustave Charpentier đã để lại các tác phẩm:
- Louise (là vở opera, có thể coi là tiểu thuyết bằng âm nhạc, 1889-1896)
- Julien (cũng là một vở opera, mang tính trữ tình, 1913)
- Bản cantata Didona (1887)
- Bản giao hưởng-kịch Đời thi sĩ cho đơn ca, hợp xướng và dàn nhạc giao hưởng
- Tổ khúc Những ấn tượng Italia cho dàn nhạc giao hưởng (1890)
- Liên ca khúc Những bông hoa của các ác cho ca sĩ và piano